# It's... Madness
Albums de Madness
The Madness
(1988) It's... Madness Too
(1991)
It's... Madness est une compilation de Madness, sortie en septembre 1990.

## Liste des titres
| No  | Titre                        | Album original                                                   | Durée |
| --- | ---------------------------- | ---------------------------------------------------------------- | ----- |
| 1.  | House of Fun                 | The Rise & Fall                                                  | 2:47  |
| 2.  | Don't Look Back              | The Rise & Fall                                                  | 3:34  |
| 3.  | Wings of a Dove              | Keep Moving                                                      | 3:01  |
| 4.  | The Young and the Old        | One Step Beyond...                                               | 2:07  |
| 5.  | My Girl                      | One Step Beyond...                                               | 2:45  |
| 6.  | Stepping into Line           | The Peel Sessions                                                | 2:19  |
| 7.  | Baggy Trousers               | Absolutely                                                       | 2:35  |
| 8.  | The Business                 | Absolutely                                                       | 3:27  |
| 9.  | Embarassment                 | Absolutely                                                       | 3:01  |
| 10. | One's Second Thoughtlessness | Keep Moving                                                      | 3:26  |
| 11. | Grey Day                     | 7                                                                | 3:38  |
| 12. | Memories                     | 7                                                                | 2:24  |
| 13. | It Must Be Love              | 7                                                                | 3:22  |
| 14. | Deceives the Eye             | One Step Beyond...                                               | 2:02  |
| 15. | Driving in My Car            | Bande originale du film Party Party                              | 3:19  |
| 16. | Animal Farm                  | Compilation The Liberator: Artists for Animals (artistes divers) | 4:03  |